# Maňovice
Maňovice (německy Manowitz) jsou obec v okrese Klatovy v Plzeňském kraji. Žije zde 47 obyvatel, čímž se Maňovice řadí mezi obce v Česku s nejnižším počtem obyvatel.

## Historie

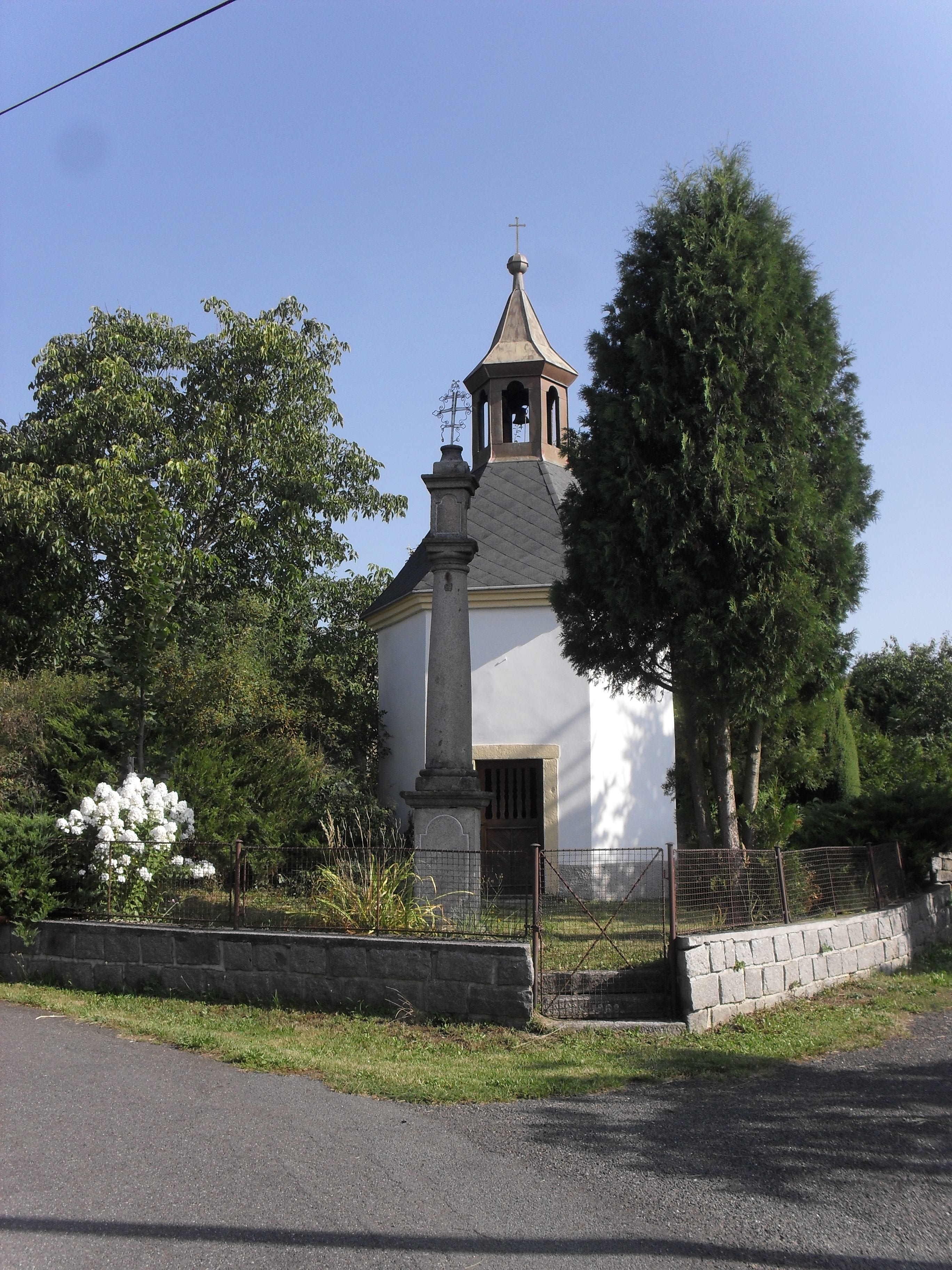
Kaple, před rokem 1713 (nejspíš 1690)

### Archeologické nálezy
Nalezeno několik úlomků keramiky z doby slovanské. Hojnost nálezů je z období kolem roku 1250, největší množství je ale ze 14. a 15. století. V roce 2008 nalezen úlomek keramické nádoby z doby bronzové.

### Založení obce
Kromě zdejší obce existují i Maňovice u Nepomuka a malá osada Maňovice u obce Boháňka u Hořic v Podkrkonoší. Své jméno všechny dostaly podle rytířů z rodu Maň, kteří bojovali po boku Přemysla I. Otakara. Ten jim za pomoc v boji uvedené vesnice i s přilehlými pozemky pravděpodobně daroval (nebo jeho vnuk Přemysl II. Otakar). Poslední držitel z tohoto rodu je Mařík Maň a je zapsán latinsky jako Marzicon Man, v jiném záznamu jako Marsson Manion, roku 1386, kdy vesničku prodal Slávkovi a ten Zdeňkovi z Oslec roku 1394 (Zdenko de Oslecz). Od té doby vesnička patřila k panství (statku) Oselce.
První písemná zmínka o obci pochází z roku 1366, jde o listinu z 23. dubna, sepsanou Buškem z Oseka kvůli sporům o hranice pozemků mezi ním a farářem z Velkého Boru. Na pomoc byl přizván kmeta Mach z Maňovic, který hranice mezi katastry Oseka, Maňovic a Velkého Boru dobře znal – dvorec pana Buška i s původní vesničkou Osek vyplenila husitská vojska v době obléhání hradu Rabí (1420), téhož roku husité vypálili Malý Bor a klášter u Nepomuku.
Severní hranice katastru obce tvoří (s drobnými odchylkami) hranici rozvodí mezi řekami Úslavou a Otavou. Některé pověsti hovoří o přemístění Maňovic z původního místa v období husitských válek po vyplenění dvorce pana Buška v Oseku na současné místo. Nálezy tuto pověst nedokládají, naopak dokazují původní osídlení tohoto místa již před rokem 1300. (Přesídleny byly i tzv. třetí Maňovice u obce Boháňka poblíž Hořic, kde obec byla vyhubena morovou ranou a hrstka zbylých osadníků se usídlila právě u obce Boháňka, ale to bylo kolem roku 1700.)

### Osedlí v roce 1654
Berní rula uváděla pouze ornou půdu (chalupy k nimž žádná orná půda nepatřila, nebyly do seznamu zapsány), rustikál = selskou (ornou) půdu a ne dominikál (panskou půdu – např. panská kovárna, panská hospoda apod., i když k nim panská půda patřila, nebyly v seznamu uváděny) a pak ty chalupy či usedlosti, které jim vrchnost v Oselcích dala opsat ze svých urbářů. Urbáře však byly tehdejší soupisy sedláků a jejich daňových povinností vůči vrchnosti, a vrchnost je před panovníkem tajila a přiznávala pouze část, aby z nepřiznané půdy nemusela odvádět daň (bylo by chybou domnívat se, že úředníci vyslaní panovníkem provedli vizitaci v každé vesničce a zaevidovali vše co tam našli, teprve kolem roku 1837 se ukázalo, že vrchnost dokázala úspěšně tajit místy až 60 % daňových povinností). Podle berní ruly tedy k roku 1654 bylo uvedeno:
- Tomáš Šild – později psáno Šilt – měl 30 strychů orné půdy, 4 potahy, 4 voly, 3 krávy, 2 jalovice, žádné ovce, ani svině. Dnes čp. 2 (Jirsa)
- Jan Šťastný – 21 strych orné půdy, 2 potahy, 2 voly, žádné koně, 3 krávy, žádné jalovice, ovce ani svině. Rozpadl se na dnešní čp. 3, 4, 5, 31, 34, 35,
- Řehoř Hlaváč – 30 str. orné půdy, povolené měl 4 potahy, 4 voly, 2 krávy, 2 jalovice, žádné ovce, 2 svině. Dnes čp. 6, (Vrána)
- Vít Bohenský – později psáno Behenský – 30 str. orné půdy, 4 potahy, 4 voly, 3 krávy, 5 jalovic, žádné ovce, 6 sviň. Dnes čp. 7, (Staněk)
- Václav Hromadník měl 30 strychů orné půdy, povoleny měl 4 volské potahy, žádné koně, 4 voly, 3 krávy, 2 jalovice, žádné ovce, 4 svině se selaty. Dnes čp. 10 (Chaluš)
- Vít Panoška (později psáno Panuška) – 30 strychů orné půdy, 4 potahy, žádné koně, 4 voly, 3 krávy, 2 jalovice, žádné ovce, 3 svině se selaty. Dnes čp. 11 (Schejbal)
- Jiří Vohradník – 30 strychů orné půdy, 4 potahy, žádné koně, 4 voly, 2 krávy, 3 jalovice, žádné ovce, 4 svině. Dnes čp. 13 (Klozar)
- Řehoř Červený – 30 strychů orné půdy, 4 potahy, 4 voly, žádné koně, 3 krávy, 2 jalovice, žádné ovce, 2 svině. Dnes čp. 14 (Rohlíček)
- opuštěné usedlosti
- Venclovská – grunt 30 str. orné půdy, dnes snad čp. 1 (Zábranský)
- Krčma – chalupník – 9 strychů orné dnes snad čp. 15 (Čada) a snad i čp. 18 (Panuška)

### Sbor dobrovolných hasičů

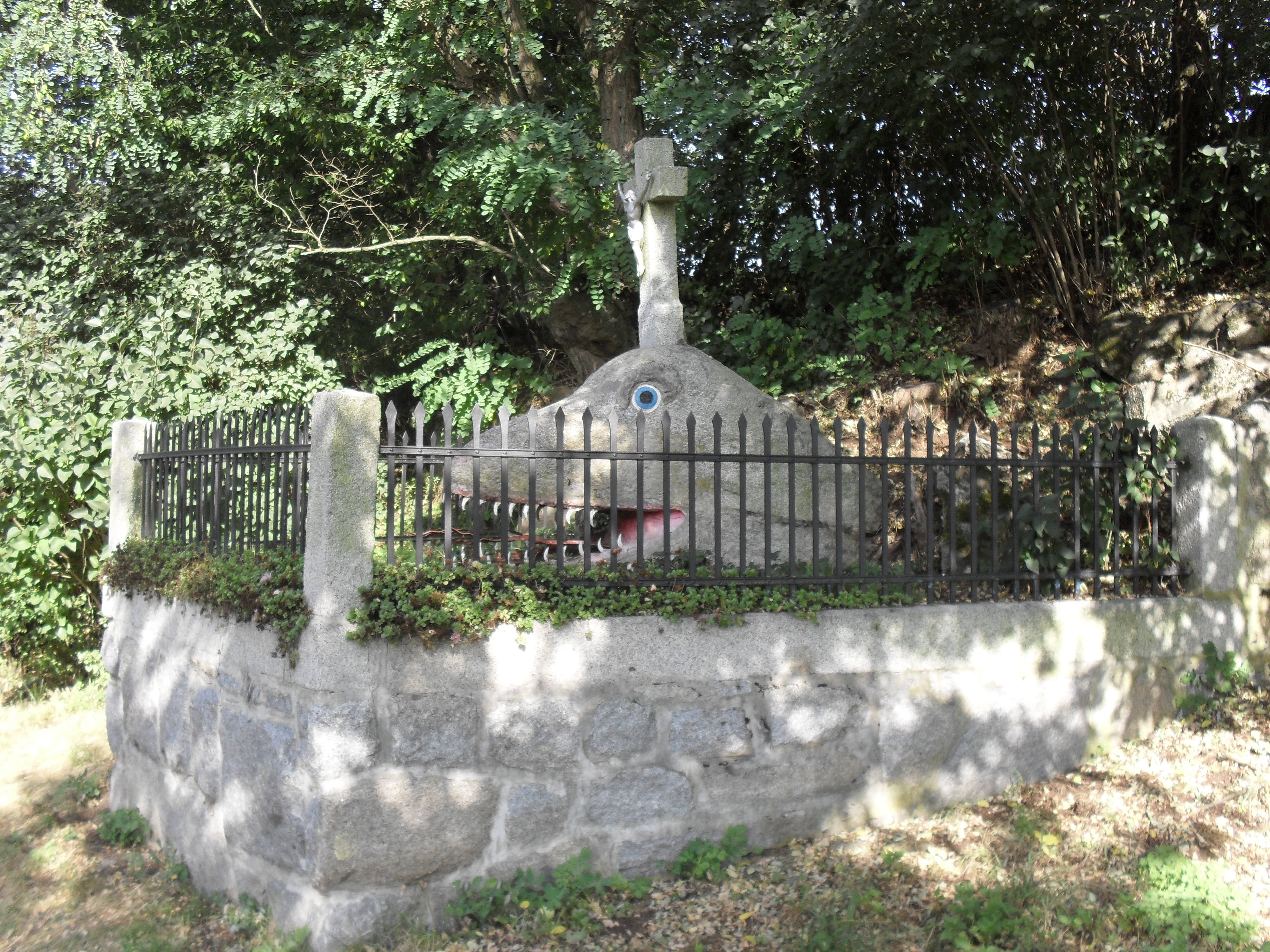
Maňovický dráček

V období od roku 1890 působil na území obce osadní, farní hasičský sbor, založený farářem na kvášňovické faře d.p. farářem Františkem Dítkem. Ten se začal rozpadat kolem roku 1896, kdy se přímo v Kvášňovivích oddělil od farního sboru samostatný sbor dobrovolných hasičů obce Kvášňovice. Na tento podnět zareagoval tehdejší hostinský v Kvášňovicích (od roku 1892 také hostinský v Maňovicích), rodák z Maňovic čp. 13 a současně velitel maňovické čety (skupiny) farního sboru hasičů, pan Antonín Raška (12. února 1857 – 1. dubna 1938). Podle příkladu hasičů v Kvášňovicích a také po dohodě s d.p. farářem Františkem Dítkem připravili na 24. dubna 1898 valnou hromadu v Maňovivích, v hostinci U Zoubků čp. 23, kde byl ustanoven zatímní výbor, jehož úkolem bylo vyčlenit stávající členy z církevního hasičského sboru, dohodnout i převod (po zaplacení), části výzbroje a výstroje tak, aby od 1. ledna 1899 mohl v obci Maňovice vzniknout a působit již samostatný Sbor dobrovolných hasičů obce Maňovice. Do tohoto zatímního (přípravného) výboru byli zvoleni stávající členové církevního – farního sboru a sice jako zastupující starosta pan Václav Panuška, jednatel Benedikt Šolar a jako výboři (členové výboru), Josef Zoubek, František Klozar, Karel Chaluš, Václav Raška, Antonín Raška a František Kotiš. Dále bylo dohodnuto, že členy vznikajícího SDH obce Maňovice budou stávající členové církevního sboru a noví členové se budou přijímat až na příští valné hromadě v roce 1899. Na této ustavující listině je podepsán také d.p.f. František Dítko a Matěj Zoubek jako starosta obce. Tato listina by mohla vyvolat dojem, že k založení SDH Maňovice došlo v roce 1898, ale v tomto roce v obci stále ještě působil církevní sbor až do konce roku a teprve od 1. ledna 1899 působil SDH Maňovice samostatně – dle zápisu v nově zavedené knize zápisné se první ustavující schůze Sboru konala v Maňovicích dne 3. ledna 1899. Nutno také připomenout zvyklost tehdejší doby, že všechna důležitá rozhodnutí se konala na den svátku svatého Jiří, tedy 24. 4., tedy i valná hromada, kde bylo zahájeno oddělení Maňovic (přifařené obce) od farního sboru kvášňovického.

## Obyvatelstvo
| Rok            | 1869 | 1880 | 1890 | 1900 | 1910 | 1921 | 1930 | 1950 | 1961 | 1970 | 1980 | 1991 | 2001 | 2011 | 2021 |
| -------------- | ---- | ---- | ---- | ---- | ---- | ---- | ---- | ---- | ---- | ---- | ---- | ---- | ---- | ---- | ---- |
| Počet obyvatel | 177  | 230  | 211  | 199  | 199  | 189  | 180  | 135  | 125  | 111  | 78   | 49   | 44   | 33   | 39   |
| Počet domů     | 29   | 36   | 36   | 36   | 36   | 36   | 37   | 38   | 33   | 27   | 26   | 36   | 36   | 36   | 36   |

## Obecní správa
Mezi lety 1850–1960 Maňovice byly obcí v okrese Strakonice (1869–1930), posléze v okrese Horažďovice (1950) a později v okrese Klatovy. Od roku 1961 do 31. prosince 1975 patřily jako část obce k Pačejovu. Od 1. ledna 1976 do 31. prosince 1991 patřily jako část obce k Velkému Boru a od 1. ledna 1992 jsou opět samostatnou obcí. V letech 1850–1879 k obci patřily Jetenovice.

### Obecní symboly
Znak a vlajka byly obci uděleny rozhodnutím předsedy Poslanecké sněmovny Parlamentu České republiky dne 10. září 2021.

## Pamětihodnosti a zajímavosti

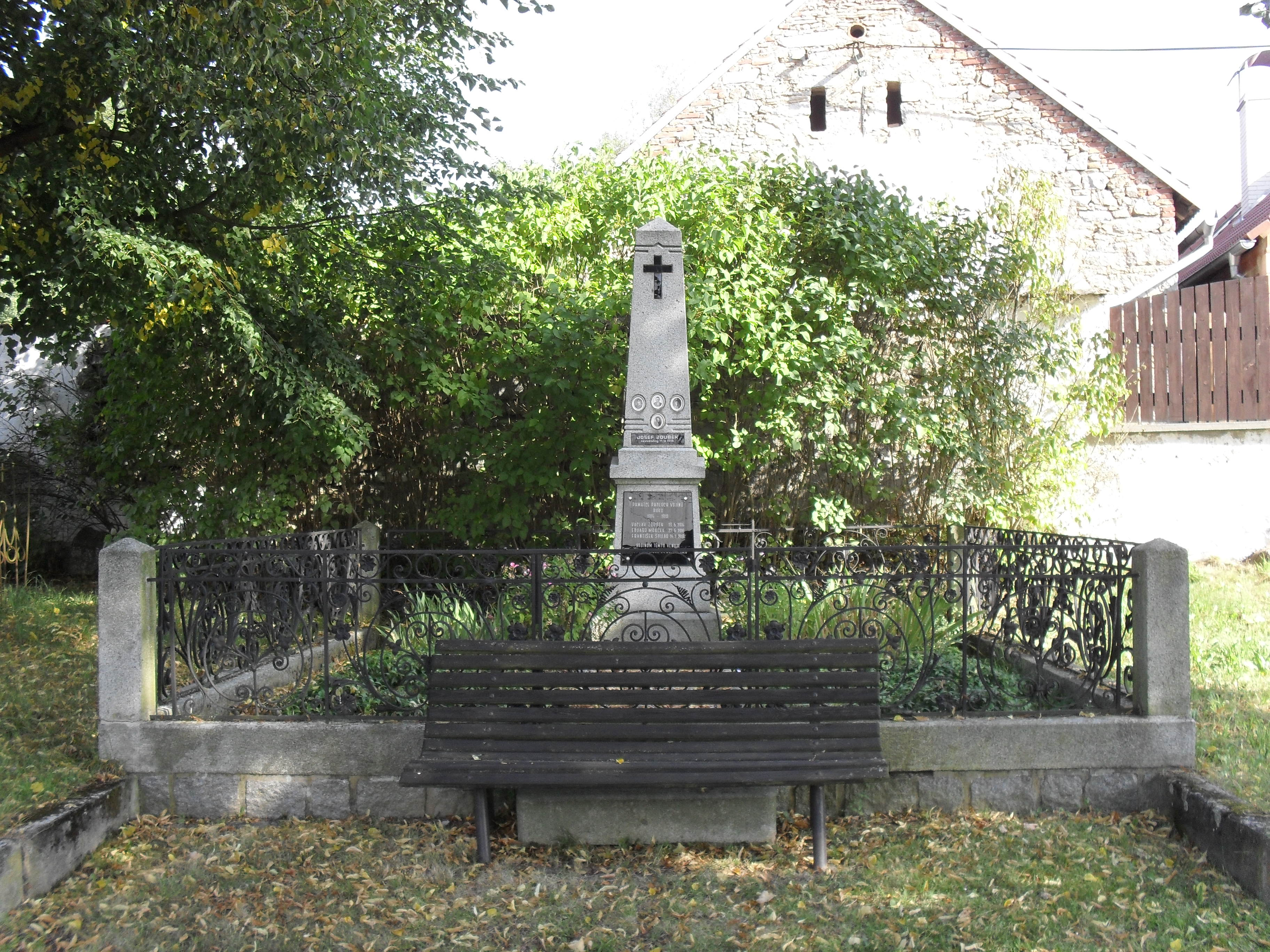
Památník rodáků padlých během první světové války

- Průvodce okolím Maňovic – naučná stezka s podtitulem "Kdo nezná Maňovice, ať se jde podívat", která byla otevřena 29. srpna 2009. Projekt zpracoval rodák Karel Klozar.
- Kaple u rybníčka na návsi a před kaplí morový sloup z roku 1713, kaple je pravděpodobně starší z dob třicetileté války, v roce 1938 byla rekonstruována do dnešní podoby za starosty Josefa Zábranského.
- Boží muka z let 1847, 1874, 1883, 1883, 1846 / 1916 a další (viz monografie Maňovice 1366–1986 od Karla Klozara, kde je popsána historie od neolitu do roku 1900)
- Památník 50 let od zrušení roboty – na hranici rozvodí řek Otavy a Úslavy
- Kamenný drak z roku1905 se zděnou kamennou ohrádkou a kovaným plotem; drak má na hlavě vztyčený kamenný kříž. Draka nechal zhotovit starosta Antonín Raška a ohrádku s kovaným plotem jeho synovec, starosta František Klozar v roce 1927.
- Pomník obětem první světové války z roku 1920 – již nestojí na původním místě – stál u hasičské zbrojnice a částečně bránil v přístupu, proto byl přemístěn.
- Památník na konec 2. a začátek 3. milénia s nápisem Maňovičtí hasiči sobě a budoucím – z r. 2000.
- U čp. 13 je stavba – část původního obytného stavení – západní část, která sloužila jako opevněný špýchar, který neměl okna, jen střílny, které se s nepatrnými úpravami dochovaly dodnes – vnější otvory střílen byly cihlami upraveny do tvaru kalicha. Za druhé světové války byla do jižní stěny vybourána vrata a stavba byla používána jako kovárna. Stavba má 110 centimetrů silné zdi, a cihelnou klenbu, takže byla bezpečná proti útoku dělostřelců a odolná proti vypálení střechou. Původ je směrován do období třicetileté války, asi 1630. Pozdější východní obytná přístavba nese znaky období Marie Terezie, asi 1750.
- Kontribuční sýpka na nádvoří selského dvora čp. 1 – doklad o kontribučenské živnosti je v pozemkové knize obce Maňovice z roku 1830.